# Ryūji Tabuchi
Ryūji Tabuchi (jap. 田渕 龍二 Tabuchi Ryūji; ur. 16 lutego 1973) – japoński piłkarz występujący na pozycji obrońcy.

## Kariera klubowa
Od 1991 do 2003 roku występował w klubach Otsuka Pharmaceutical, Consadole Sapporo i Vissel Kobe.